# (5565) Ukyounodaibu
(5565) Ukyounodaibu est un astéroïde de la ceinture principale.

## Description
(5565) Ukyounodaibu est un astéroïde de la ceinture principale. Il fut découvert le 10 novembre 1991 à Yakiimo par Akira Natori et Takeshi Urata. Il présente une orbite caractérisée par un demi-grand axe de 2,81 UA, une excentricité de 0,21 et une inclinaison de 10,3° par rapport à l'écliptique.

## Compléments